# Saint-Hilaire-sur-Benaize
Saint-Hilaire-sur-Benaize is een gemeente in het Franse departement Indre (regio Centre-Val de Loire) en telt 303 inwoners (1999). De plaats maakt deel uit van het arrondissement Le Blanc.

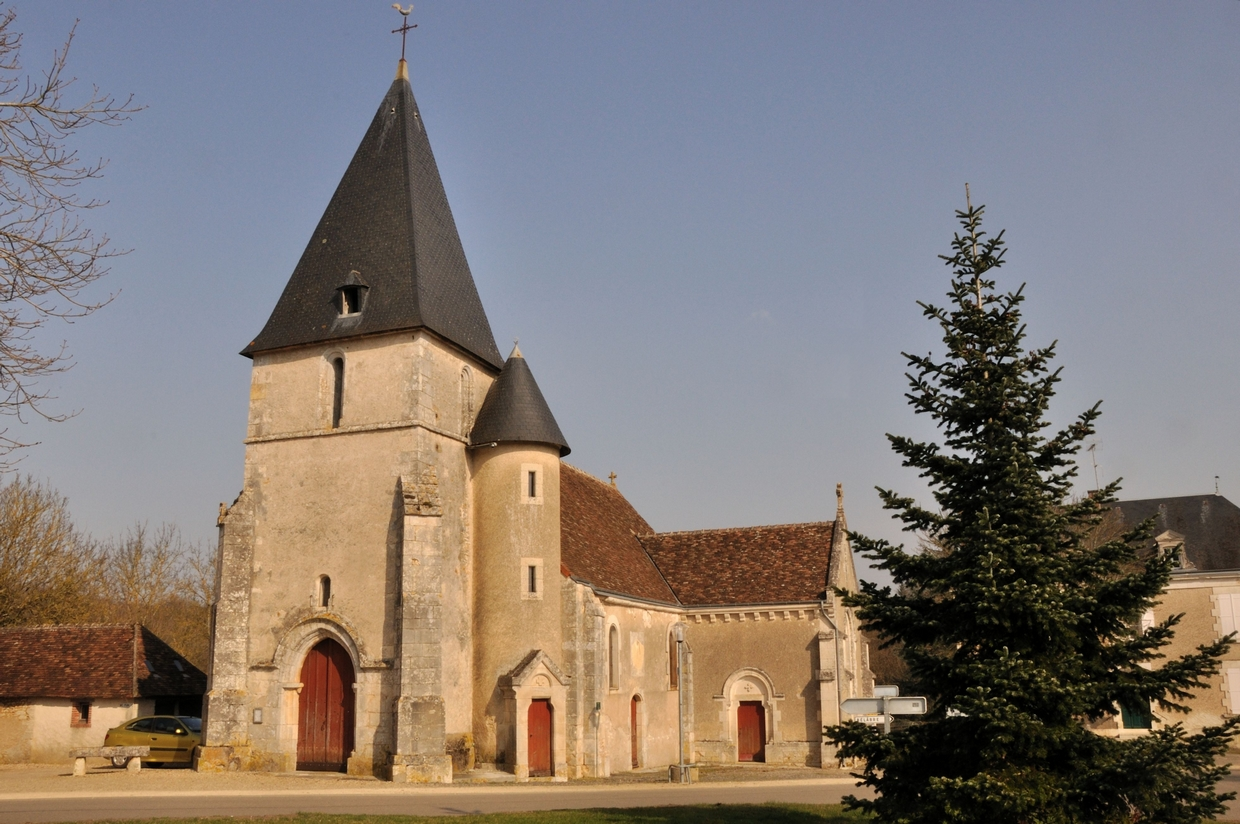
Kerk van Saint-Hilaire-sur-Benaize
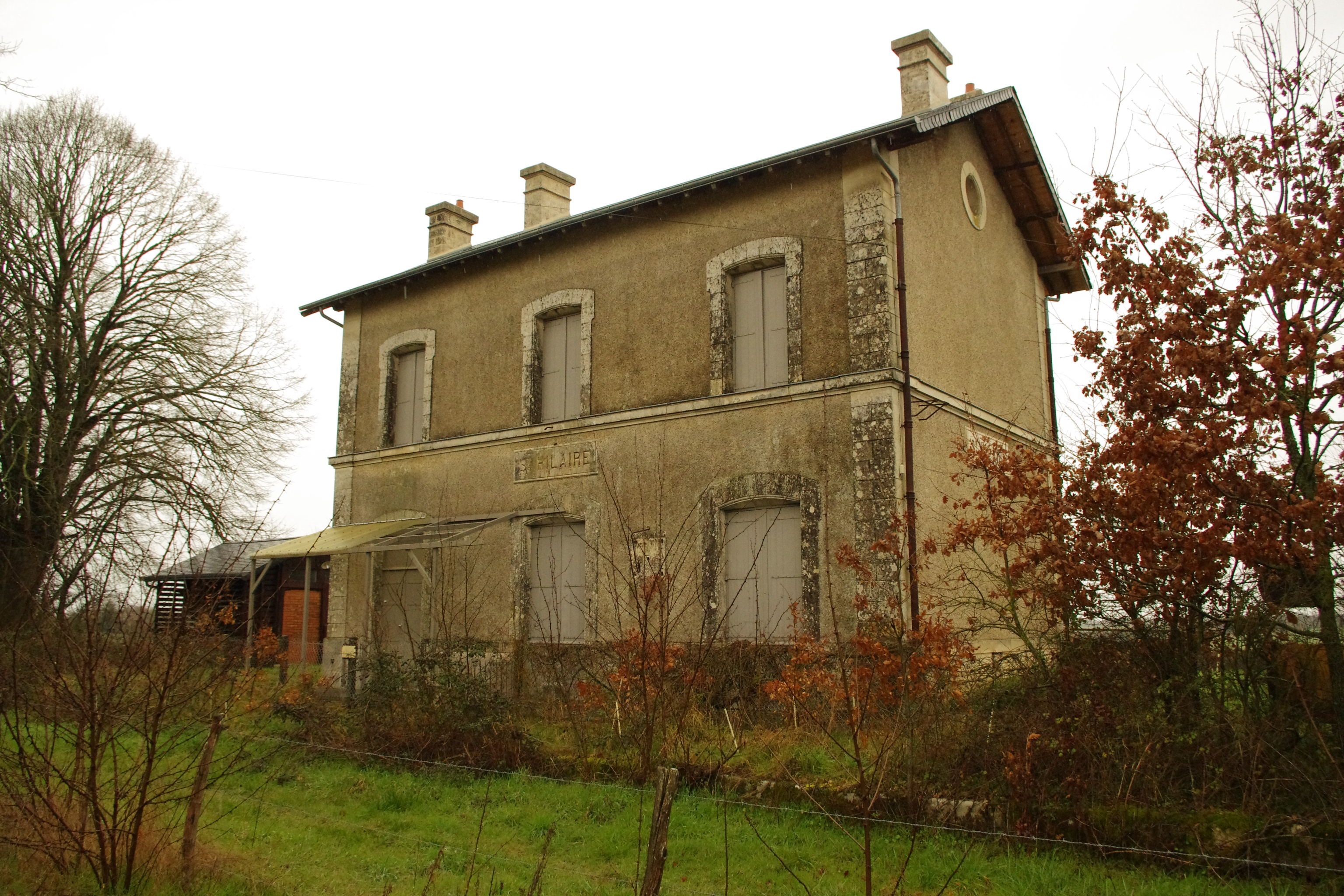
Station van Saint-Hilaire-sur-Benaize

## Geografie
De oppervlakte van Saint-Hilaire-sur-Benaize bedraagt 32,6 km², de bevolkingsdichtheid is 9,3 inwoners per km².
De onderstaande kaart toont de ligging van Saint-Hilaire-sur-Benaize met de belangrijkste infrastructuur en aangrenzende gemeenten.

## Demografie
Onderstaande figuur toont het verloop van het inwonertal (bron: INSEE-tellingen).